# Aldo Righi
Aldo Righi (ur. 29 lipca 1947) – włoski lekkoatleta, specjalista skoku o tyczce, medalista mistrzostw Europy z 1969.
Wystąpił na  mistrzostwach Europy w 1966 w Budapeszcie, ale odpadł w kwalifikacjach nie zaliczając żadnej wysokości.
Zdobył brązowy  medal w skoku  o tyczce na mistrzostwach Europy w 1969 w Atenach. Ustanowił wówczas swój rekord życiowy wynikiem 5,10 m. Odpadł w kwalifikacjach na kolejnych mistrzostwach Europy w 1971 w Helsinkach.
Był halowym mistrzem Włoch w 1970.